# Demonware
Demonware est une société irlandaise de développement de logiciels et une filiale d’Activision Blizzard. Les produits de Demonware permettent aux éditeurs de jeux d’impartir leurs besoins en réseaux, ce qui leur permet de se concentrer sur la jouabilité. L'organisation a des bureaux à Dublin en Irlande, Vancouver, Colombie-Britannique au Canada et à Shanghai en Chine.

## Histoire
Demonware a été fondé en 2003 par Dylan Collins et Sean Blanchfield. En mai 2007, l'organisation a été achetée par Activision. Au cours de l’acquisition, Activision a proposé des contrats à long terme à l’équipe de direction et aux employés de Demonware. 
Mike Griffith, PDG d’Activision, a déclaré ce qui suit à la suite de l’acquisition de la société : « L’acquisition de Demonware nous permettra d’éliminer de nombreux problèmes liés au développement de jeux multijoueurs en ligne, de réduire les délais et les risques de développement et de nous permettre des expériences de jeu en ligne de grande qualité. Outre l’augmentation de notre bassin d’ingénieurs hautement qualifiés, la suite de technologies de Demonware, combinée à la bibliothèque d’outils et de technologies d’Activision, nous permettra de partager facilement les capacités de développement en ligne sur de multiples plates-formes dans nos studios de développement. »

## Produits
Les principaux produits développés par Demonware incluent Demonware State Engine et Matchmaking +. Le moteur d’état est un framework de programmation C++ de synchronisation d’état hautes performances qui élimine la nécessité de réinventer le netcode dans les jeux multijoueurs. Matchmaking + fournit des services pour les jeux multijoueurs tels que la mise en relation, le profilage d'utilisateur et les statistiques de jeu. Le produit principal de Demonware, utilisé en multijoueur dans la franchise Call of Duty (et d’autres jeux), est programmé dans le langage Erlang et Python,.